# Apaseo el Grande
Apaseo el Grande es una ciudad mexicana del estado de Guanajuato, cabecera del Municipio de Apaseo el Grande.

## Toponimia
El nombre de la ciudad y municipio de Apaseo el Grande fue inicialmente Apatzeo, usado por primera vez por el encomendero Hernán Pérez de Bocanegra y Córdoba, al parecer influenciado por la expresión en lengua tarasca o con justeza purépecha Apatzeo cuyo significado es Lugar de Comadrejas.
Otros nombres de la actual ciudad de Apaseo el Grande son Andehe -en lengua otomí- que aparece en una inscripción en ese idioma que está colocada en el coro de la iglesia parroquial y significa "junto al agua"; otro nombre es Atlayahualco -en lengua náhuatl y utilizado por el virrey Antonio de Mendoza en los títulos del pueblo de Apaseo- que significa "junto a la laguna"
La Legislatura del Estado de Guanajuato ordenó la publicación el 22 de febrero de 1957 en el Periódico Oficial del Estado de Guanajuato del Decreto Número 64 por el cual la ciudad y el Municipio de Apaseo toman el apelativo de Apaseo el Grande a fin de terminar con dificultades, animosidades y conflictos que causaba el uso del apelativo de Apaseo el Bajo por los vecinos del colindante municipio de Apaseo el Alto.

### Escudo
Diseñado en 1947 por los señores Don José Estrella Vázquez y Don Ignacio Estrella Primo, se describe como sigue:
Es un escudo de armas redondeado por la punta, al antiguo uso español. En los extremos están dos soles de oro de dieciséis rayos cada uno (símbolos de las razas indígena e hispana) y al centro una cruz latina en sable (signo de la unidad de las raza), colocados sobre un campo de azur (el cielo diáfano que caracteriza a la región).

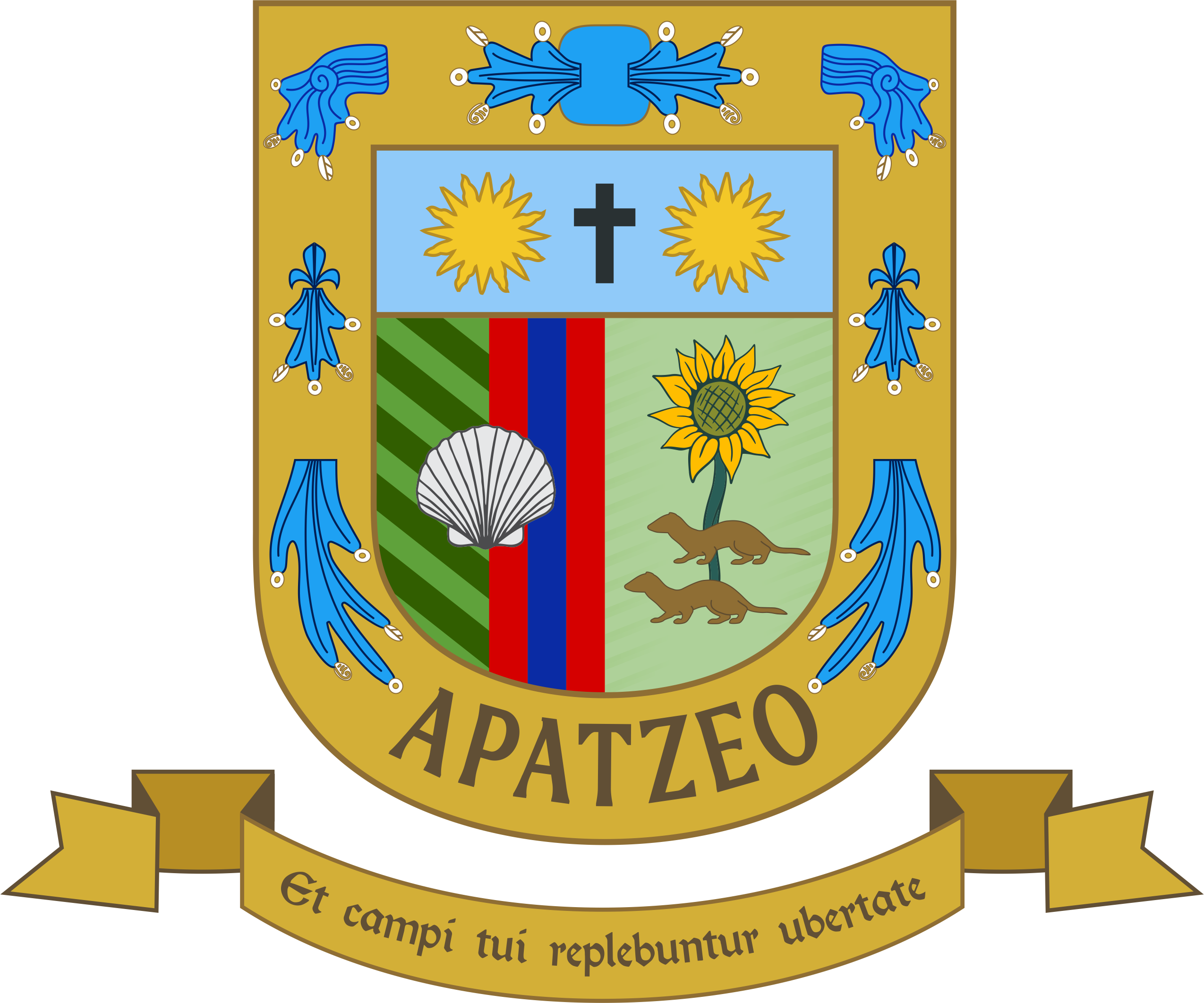
Escudo actual de Apaseo el Grande

El resto del escudo está partido en dos cuarteles, el cuartel diestro está dividido en dos campos, el campo extremo está compuesto de cinco bandas de sable sobre un campo de sinople (signo de la actividad humana, simbolizada por la agricultura); y el campo próximo un bastón de azur sobre un campo de gules (representación de la religión, la ley y el gobierno que hacen posible con la actividad humana). Sobre ambos campos está colocada una concha de plata con la cara cóncava de frente recuerdo de la actividad de los misioneros además de ser símbolo del santo patrón de la cabecera municipal: San Juan Bautista.
En el cuartel siniestro sobre un campo de sinople (la tierra agreste e inculta), está colocada una flor (que representa al Girasol Silvestre) dibujada al natural y de vivo color amarillo, casi anaranjado (representación de la fecundidad natural del suelo apaseense), con dos comadrejas pasantes, de color natural, colocadas sobre el tallo (signo de la raíz phoré del nombre de la cabecera municipal y de toda la región). Todo lo anterior está dentro de una bordura de oro por la que corren ocho jeroglíficos aztecas para el agua, (llamadas atles), de arriba abajo, en azur, cargando dos de ellas flores blancas. (La bordura de oro significa a los frutos de la civilización mientras que los atles son memoria de las aguas del Manantial del Nacimiento y de los trabajos emprendidos en su aprovechamiento).
Finalmente y con letras de sable se escribe el anagrama APATZEO en la punta de la bordura. Bajo el escudo de armas y sobre una cinta de pergamino de color natural está escrito con letras de sable y en lengua latina la divisa «ET CAMPI TUI REPLEBUNTUR UBERTATE», que está tomada del Salmo N.º 64, versículo 12, y que significa en lengua castellana «Y tus campos serán repletos de abundancia".

## Historia
La actual ciudad de Apaseo el Grande, estaba ya habitada en la época prehispánica, seguramente junto con otras localidades de la región tales como Izcuinapan (San Miguel Viejo, cerca de San Miguel de Allende) y Tlachco (la actual ciudad de Querétaro) fue habitada por diversos grupos indígenas de lengua nahuatl, otomi y guamar como una zona de refugio posterior a la ocupación de México-Tenochtitlan.

### Conquista y Colonización
El territorio fue conquistado por Nuño Beltrán de Guzmán hacia 1530, pero su incorporación formal en la órbita del imperio español se da hasta el año de 1538, por acta de congregación expedida por el virrey Antonio de Mendoza, tomando la calidad de pueblo de indios.
En 1537 Don Hernán Pérez de Bocanegra, inicia el proceso de formación de un patrimonio señorial para su familia proceso inaugurado mediante la compra a Don Fernando P. Motoci, señor de Xuaxo, de varias propiedades.
El 11 de octubre de 1564 Don Hernán Pérez de Bocanegra y su esposa Doña Beatriz Pacheco instituyeron mayorazgo. El Mayorazgo -institución española para conseguir la continuidad legal de un linaje y de sus bienes- se convierte en esta zona del Bajío oriental en la denominación con que españoles, criollos, mestizos, indios, negros y mulatos denominaron a las propiedades del principal latifundista de la región.
En 1571 el pueblo de Apaseo tenía ya 50 familias españolas, 200 negros y negras, 150 mulatos y 240 indios otomíes que hablaban también la lengua náhuatl.

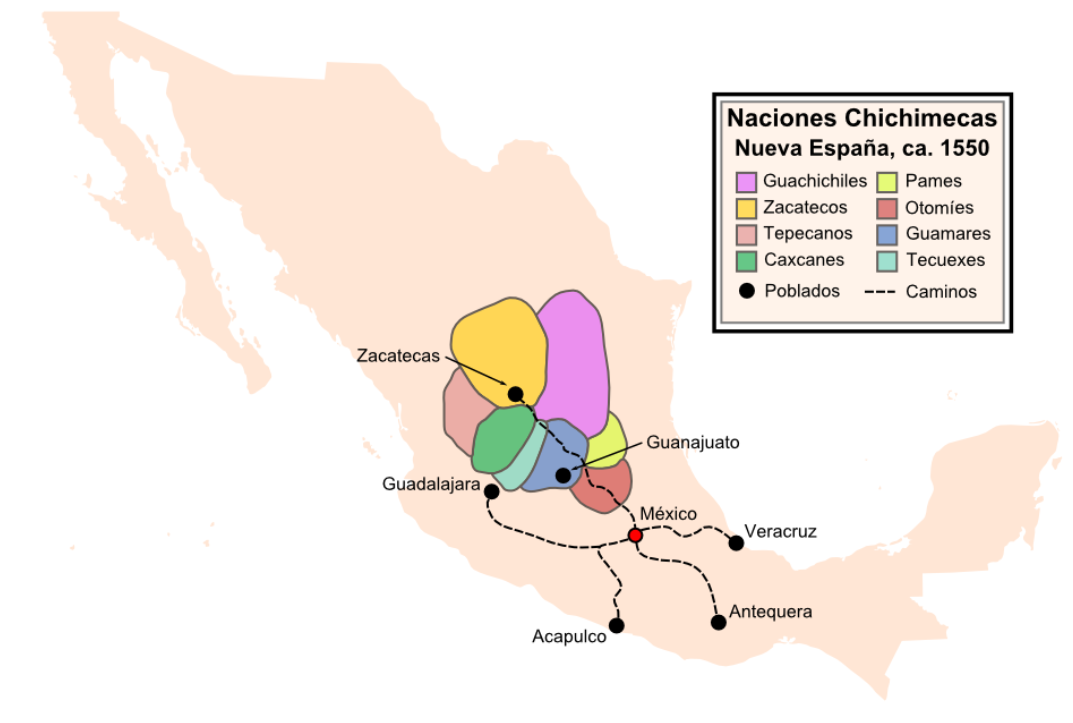
Naciones chichimecas en 1550

En 1547 se descubren yacimientos de Plata en Zacatecas lo que induce un flujo constante de suministros y provoca la codicia a los chichimecas, comenzando los primeros ataques contra los arrieros y comerciantes de la frontera. El pueblo de Apaseo participa en la defensa contra los chichimecas, esta es encabezada por Don Hernán Pérez de Bocanegra.
Para combatir a los chichimecas, desde 1555 se decide iniciar la fundación de colonias españolas, que con el título de villas servirán para aumentar la densidad de población. Es así como se autoriza la fundación de la Villa de Celaya.
La guerra chichimeca terminará en 1586 al suprimir la política de esclavizar a los chichimecas cautivos e inaugura la política militar de «paz por compra», por la cual se otorgan subsidios a los chichimecas que se asienten en poblados y se comprometan a no atacar a los comerciantes del camino de la plata, ni a las poblaciones indígenas ni a las villas españolas.

### El Virreinato en Apaseo
Durante la década de 1640 a 1650 Apaseo comienza a tomar la vocación económica que no le abandonaría durante el resto del virreinato cuando a la ya tradicional ganadería en las haciendas de Ixtla, el Peñón y Apaseo el Alto se agrega la manufactura de telas principalmente en la zona de Ixtla.
En 1640 se encuentra ya muy avanzados los trabajos del templo parroquial, que no era como ahora lo conocemos,
porque no tenía crucero, pero ya existía baptisterio.
Apaseo a mediados del siglo XVII es un territorio habitado principalmente por indios, especialmente otomíes, que se encuentran ya en un franco proceso de ladinización, pues es cuando se dejan de usar los apellidos indígenas tales como Xicani, Endexi, etcétera. Adoptan entonces apellidos españoles tales como Valencia, Arrieta, Esparragoza, Sánchez, González o apellidos que son traducciones como Del Águila o Conejo. Los negros y mulatos eran empleados como sirvientes, en las haciendas y obrajes como mano de obra especializada y generalmente esclavizada localizados principalmente en el pueblo de Ixtla.
En 1690 Apaseo obtiene su principal edificio, el templo parroquial, con su actual forma arquitectónica cuando el Bachiller Francisco de Licea, dueño de las Haciendas de Espejo y San Nicolás Aguascalientes, ayuda con los gastos de construcción.

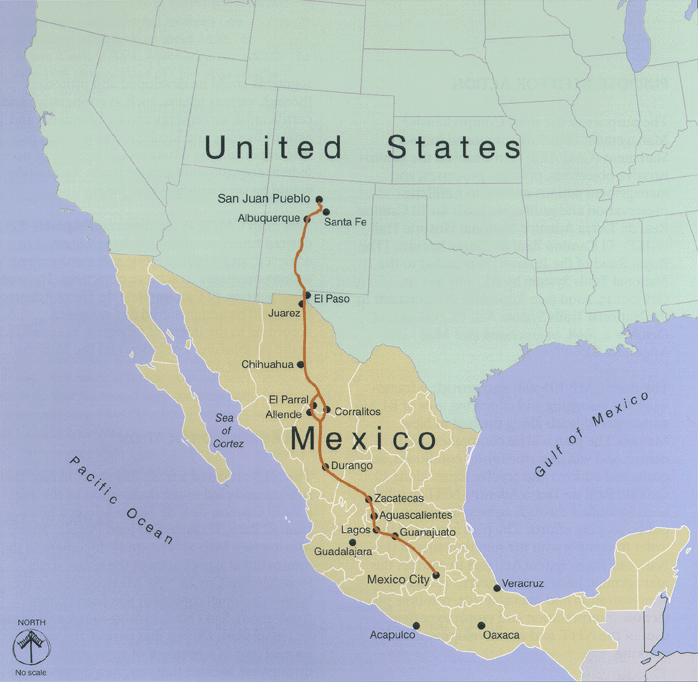
Camino Real

Son épocas de bonanza económica y de diversificación para Apaseo, que une a sus tradicionales cosechas de granos la producción de frutas, ganados ovinos que producían carne y lana, que cardada y tejida se vuelven prendas que se tejían en el Obraje de San Diego de Ixtla y en Obrajuelo, abastecen al mayoreo las plazas de Guadalajara o Zacatecas y al menudeo un amplio mercado que incluía a la Ciudad de México y a todo el Bajío a través del Camino Real
Hacia 1748, Apaseo tiene una población aproximada de 6,625 indígenas, además de 200 familias españolas, mestizas y mulatas, que en conjunto son aproximadamente 1,000 personas, haciendo un total de 7,625 personas que lo convierten en el cuarto núcleo de población del futuro Estado de Guanajuato.
En esta época es cuando se inicia, por algunos indígenas del pueblo de Apaseo un templo sobre la calle Real, que terminada hacia 1824 se dedica a la Divina Pastora, conocida hoy como la Pastorcita.
En diciembre de 1786 El pueblo de Apaseo y su jurisdicción se incorporan a la naciente Intendencia de Guanajuato, junto con todo el resto de la Alcaldía Mayor de Celaya.
El año de 1788 marca el inicio de relaciones entre el pueblo de Apaseo y el. Br. Don Miguel Hidalgo y Costilla, ya que este último es nombrado Sacristán Mayor de la Parroquia de Apaseo por escasos meses.
Por esos años con la fundación del pueblo de Apaseo el Alto pronto surgieron otros problemas, debido principalmente a la gran población que se había congregado ahí, por lo que los vecinos solicitaron una ampliación del fundo legal y reparto de solares a cada uno de los vecinos. Además existía el problema del suministro de agua en conflicto directo con Mayorazgo.

### La época independiente en Apaseo
Tanto el señor Cura Hidalgo como el capitán Allende eran personas conocidas y estimadas en el pueblo de Apaseo, ya que el primero había gozado de una prebenda de la parroquia de Apaseo y el segundo,, tenía a su hermana doña María Josefa casada con el Teniente de Justicia Mayor de Apaseo.
Cuando comenzó el levantamiento armado y se aproximaba a la ciudad de Celaya, estalló un gran pánico en esa ciudad. Desde el 22 de septiembre de 1810 todos los españoles que pudieron corrieron a refugiarse a Querétaro. Igual acción tomaron los peninsulares que vivían en Apaseo.

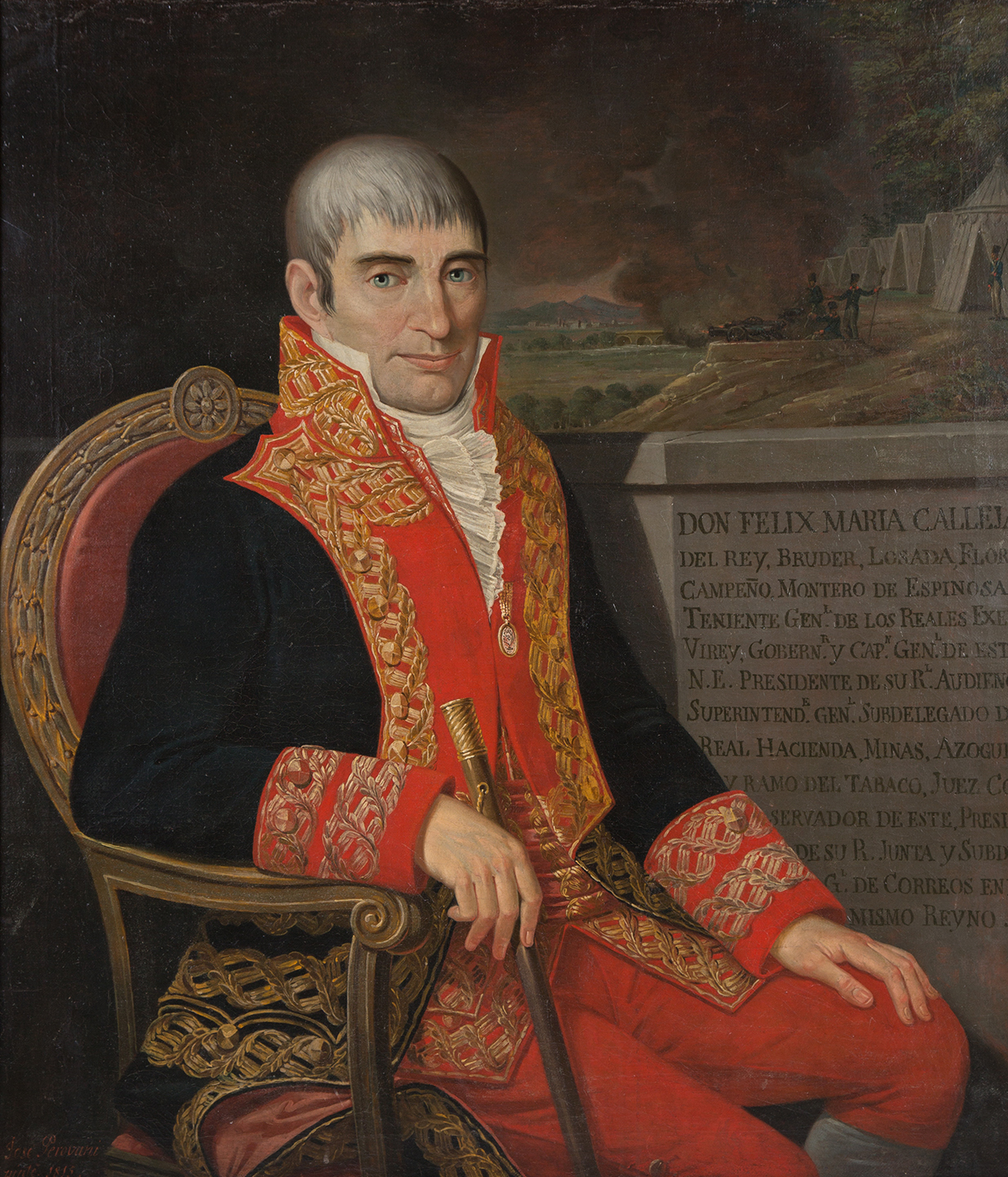
Félix María Calleja

El pueblo de Apaseo es comprometido en la Guerra de Independencia el 26 de septiembre de 1810 cuando, tal vez en su primera acción ofensiva, tropas virreinales atacan por la noche la plaza de Apaseo a fin de apresar al Teniente de Justicia, Don Domingo Busce, quien fue acusado de complicidad con los insurgentes.
Estas acciones permiten que a mediados del mes de noviembre el Camino Real y la plaza de Apaseo sean lo suficientemente seguras como para permitir que pernocten en el pueblo de Apaseo los 7,000 hombres que al mando de Don Félix María Calleja se aprestan a batir a las tropas de Don Ignacio Allende.
El 9 de septiembre de 1812 el coronel insurgente Don Antonio Velasco ataca al pueblo de Apaseo, batiendo con relativa facilidad a la pequeña guarnición virreinal de Apaseo que compuesta de un alférez, ocho soldados y varios vecinos se rinden a discreción.
Para el año siguiente y a fin de evitar situaciones como las descritas se establecen dentro del ámbito del partido de Apaseo por lo menos tres guarniciones virreinales, una en el pueblo, otra en la hacienda del Tunal y una tercera en la hacienda de Obrajuelo.
Don Agustín de Iturbide es ascendido a coronel e inicia una guerra sin cuartel contra los insurgentes, principalmente en el Bajío. Iturbide hace en estos días gran amistad con el Señor Cura de Apaseo Don Manuel María Rodeles y con otras muchas familias del pueblo de Apaseo. Iturbide se encontraba en el pueblo de Apaseo en agosto de 1814 cuando es informado del regreso del rey Don Fernando VII al trono español.
A finales del año de 1815 los insurgentes se comienzan a manifestar más activos en las cercanías de Apaseo y el 19 de diciembre de 1815 sorprenden y dan muerte a tres soldados realistas de la guarnición de la Hacienda del Tunal en un punto a lo largo del Camino Real. Mientras los insurgentes continúan con su táctica de dañar las bases económicas del pueblo, atacando nuevamente a la Hacienda de Ameche el 25 de abril de 1818
La situación de desastre económico y de inseguridad en esta zona del Bajío es tan grave, que el coronel Don Antonio Linares ordena el 9 de julio de 1818 la organización de resguardos para que los comerciantes y artesanos, principalmente de Celaya puedan con mínimo riesgo asistir los domingos al tianguis de Apaseo.
El 30 de diciembre de 1819, el insurgente Pablo Esquivel «cabecilla de los rebeldes del Picacho», apresado por la guarnición de Apaseo le da muerte y decapita su cadáver. El 6 de enero de 1820 es capturado y ajusticiado el insurgente José Trinidad Aguado y con él parece que la victoria de las armas reales sobre la insurgencia es completa en la zona de Apaseo.
Después de que Iturbide y Vicente Guerrero acuerdan poner fin al conflicto independentista en 1821, Apaseo ve pasar con todos los honores de ordenanza a las últimas tropas españolas -Marcando el fin de la época virreinal en el Bajío-. En noviembre de 1821 todas las otras poblaciones del Bajío, las autoridades civiles, militares, eclesiásticas, las corporaciones y todos los apaseenses juran la independencia.
Apaseo logra el 14 de abril de 1826 el ser reconocido como integrante del territorio del Estado de Guanajuato y, reconocimiento a su antigüedad y desarrollo, retiene su condición de cabecera y las prerrogativas que como partido municipalidad le corresponden. Los apaseenses eligen a su primer alcalde constitucional a Don José Pablo Gómez.
El año de 1830 fue terrible para Apaseo ya que a los problemas causados por la quiebra de los obrajes como resultado de la importación de las telas británicas, situación que se afrontó junto con San Miguel Allende y Querétaro y las demás zonas textiles del país, se unió una grave epidemia de cólera provocando la muerte de 680 personas.
En el año de 1856 Don Octaviano Muñoz Ledo compra la Hacienda del Mayorazgo y las haciendas anexas de San José y San Cristóbal, inaugurando la ya larga relación de la familia Muñoz Ledo con Apaseo.
Durante la guerra de Reforma, Apaseo participa activamente en los sucesivos acontecimientos, ya que es un lugar de paso obligado hacia el Bajío. El General Don Luis G. Osollo, actuando en combinación con los generales Casanova y Mejía, al mando de 5,400 hombres y 40 cañones, utiliza al pueblo de Apaseo como punto fuerte para atacar al General Don Anastasio Parrodi que con 7,090 hombres y 30 cañones rehúye combate en Celaya. Osollo lo persigue y lo derrota en Salamanca.

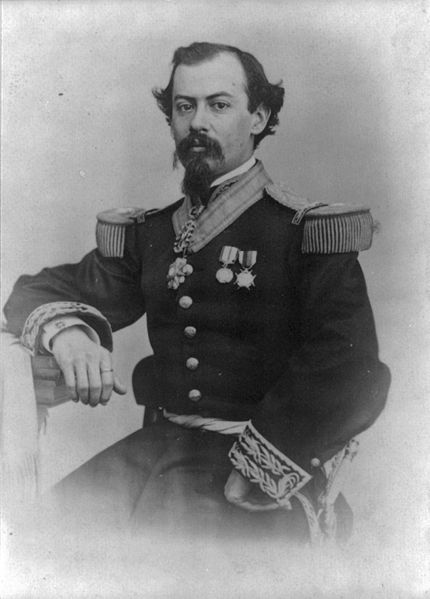
Miguel Miramón

Los liberales sufren una seria derrota y la persecución continúa hasta Celaya. Mientras tanto Apaseo es testigo de una muestra de caballerosidad del General Miramón que al saber gravemente herido al General Don Santiago Tapia, refugiado en una casa de Apaseo promete toda clase de seguridades de no ser molestados y envía a su médico a curar al herido.
Finalmente La victoria de los liberales significa la plena ejecución de la Constitución de 1857 y de las leyes de Reforma, principalmente la Ley de Desamortización, que afectaba los bienes eclesiásticos y de comunidades. En Apaseo eran cuantiosos los bienes expropiados de la Iglesia y comprendían varias haciendas, y tierras.
Cuando comienza “la guerra de los pasteles “ debido al impago de deudas que México tenía con potencias extranjeras, el presidente Juárez ante el avance de las tropas franco-mexicanas inicia un proceso de retirada, pasando por Apaseo el 5 de junio de 1863. Los liberales de Apaseo lo reciben y lo invitan a un refrigerio en la casa de Don Marcos Corona.
La resistencia se desmorona y el 29 de noviembre de 1863 los vecinos tanto de Apaseo como de Celaya firman el acta de adhesión al Imperio en presencia del General Don Tomás Mejía. Las tropas francesas de intervención aparecen en Apaseo y luego en Celaya el 3 de diciembre de 1863, son 5,000 hombres al mando del General Douay, acompañados por 2,000 conservadores al mando del General Miramón.
Maximiliano de Habsburgo y su esposa Carlota de Bélgica parten para México a ocupar su trono. El Emperador decide realizar un viaje al Bajío y el 23 de agosto de 1864, acompañado de su secretario particular Don Nicolás Poliakovits, sus ministros y servidumbres, con escolta de la caballería del Coronel Don Miguel López entran a Apaseo entre manifestaciones apoteósicas de alegría de los habitantes de Apaseo y Celaya.
Algunos liberales de Apaseo, entre ellos Don Canuto Gómez, deseosos de aguar de alguna manera la fiesta ocultaron los badajos de las campanas de los templos, debiendo entonces improvisar con varios martillos un repique de bienvenida. Maximiliano, se aloja en la Casa de los Perros, donde las autoridades y los vecinos principales le ofrecen una comida, después sale a conocer la población rodeado de niños que fueron a saludarle. Muy temprano, tras pernoctar aquí, continúa su camino.

François Achille Bazaine

El Mariscal Bazaine, Comandante en Jefe del Ejército Expedicionario francés era viudo, pronto buscó y encontró entre las jóvenes de la Ciudad de México una esposa que fue Doña María Josefa de la Peña y Azcárate, sucediendo la boda el 26 de junio de 1865. El emperador Maximiliano se muestra en esta ocasión muy espléndido ya que entrega en calidad de dote a la nueva señora Bazaine 2 fincas rústicas: una en Apaseo y otra en el estado de México.
El Emperador había regalado más de la mitad del antiguo Partido de Apaseo incluyendo no sólo bienes de manos muertas sino propiedades particulares hasta de algunos conocidos conservadores, como es el caso de Mayorazgo que era de Don Octaviano Muñozledo.
Hay numerosos pueblos que se han levantado, y que en nombre de la República, atacan a las guarniciones francesas en el antiguo Camino Real, ahora llamado Camino Nacional, los ataques ocurren en las comunidades apaseenses de El Rayo, de Castillo, de Coachití y otras más, su principal figura será la de la capitana de Bandidos llamada «La Carambada», cuyo principal punto de asalto fue la llamada «cerca pinta» localizada por Caleras de Ameche. «La Carambada» era al parecer originaria de la Punta de Obrajuelo.
Tras todo este descontento a lo largo del país, Maximiliano decide, junto con Mejía, Miramón y otros encerrarse en Querétaro y esperar a la concentración de las tropas republicanas. Apaseo, por su cercanía a Querétaro, se convierte en paso de las tropas tanto Imperiales como Republicanas que se concentran para la confrontación final. Los días 22 y 23 de febrero de 1867 pernoctan en Apaseo los tres mil hombres de la brigada Imperial del General Méndez en su camino a reunirse con Maximiliano. Tras de ellos, pasan por aquí los republicanos, concretamente los días 4 y 8 de marzo formado por diecisiete mil hombres.

### El Porfiriato en Apaseo
Durante el periodo de gobierno de Porfirio Díaz se experimentó una paz que permite realizar muy aplazados trabajos públicos, principalmente en la actual plaza Hidalgo, que recogida por el Ayuntamiento, había sido el atrio del templo parroquial y primer cementerio apaseense.
El 30 de junio de 1870, el pueblo de Apaseo recibe el título de Villa.
El 18 de mayo de 1874 es también una ocasión luctuosa ya que muere en su Hacienda de Mayorazgo, Octaviano Muñoz Ledo a la edad relativamente temprana de 68 años; después de ser senador, ministro, gobernador en Guanajuato y Querétaro e introductor del telégrafo.
En 1897 Juan Oliveros dona al Ayuntamiento los terrenos para el actual cementerio Municipal sobre el camino al Cerrito.
Por 1880 Apaseo es testigo de la construcción del terraplén, alcantarillas y tendido de rieles del ferrocarril central y el 31 de marzo de 1882 pasa por Apaseo la primera locomotora, con un tren de carros de pasajeros. La incomoda cercanía con Querétaro y Celaya que con el ferrocarril estuvieron más cerca que antes, provocaron que Apaseo entrara a una condición de metrópoli de una zona agrícola, en que las actividades se realizan fuera del pueblo, en las labores del campo de las Haciendas y Ranchos. La Villa de Apaseo adquiere por ello una vida ciudadana raquítica y sencilla además de que tiene que presenciar el fin del tianguis del domingo en Apaseo.
A fin de facilitar el traslado entre Apaseo y el Casco de la Hacienda del Mayorazgo se construye sobre el río de Apaseo el Puente de las Cuatro Velas.
La población del Distrito y Municipalidad de Apaseo en el año de 1904, se calculaba en 27,587 habitantes distribuidos en una villa, Apaseo, con 4,123 habitantes; cuatro pueblos: San Bartolomé Aguascalientes -de 1,827 habitantes-; Apaseo el Alto -de 1,178 habitantes-; San Pedro Tenango -de 975 habitantes- y San Miguel de Ixtla -de 805 habitantes- y una congregación: la Cuadrilla de Mayorazgo - de 920 habitantes-; además de 32 Haciendas y 56 ranchos
En la cabecera había cuatro escuelas: Dos parroquiales, una la de niños llamada «De la Purísima Concepción» y otra de niñas llamada «De Nuestra Señora de Guadalupe»; y dos escuelas oficiales, una de niños y otra para niñas.
En San Miguel de Ixtla había también una escuela de niños y otra para niñas, lo mismo en San Bartolomé Aguascalientes, en Apaseo el Alto y en San Pedro Tenango.
Apaseo todavía no tenía telégrafos. A la Casa Municipal llegaban una línea telefónica oficial y existían líneas telefónicas particulares.

### La Revolución de 1910 hasta el año 2000
Pocos datos existen de esas fechas pero podemos deducir que Don Vicente A. Ruiz ganó las elecciones que se convocaron al triunfo de la Revolución Maderista ya que continuó en su puesto de Jefe Político hasta la época de los combates de Celaya. Don Vicente A. Ruiz alcanzó a realizar varias medidas progresistas, las más notables fueron la introducción de la energía eléctrica, la perforación de un pozo para suministro de agua y la organización de defensas civiles. Don Vicente A. Ruiz y García; quien es Jefe político es además nombrado mayor del Ejército Constitucionalista.
El General Francisco Villa y el Primer Jefe Don Venustiano Carranza no se ponen de acuerdo de cómo reorganizar el país y llegan al rompimiento definitivo el 10 de octubre de 1914.
En estas circunstancias es que Apaseo es testigo de combates entre ambos bandos en la llamada Batalla de Celaya, así que los días 3 y 4 de abril de 1915 la infantería, la artillería y la caballería al mando del General Maycotte batallan en Apaseo contra un escaso contingente Villista.
El segundo combate de Celaya se celebró los días 13, 14 y 15 de abril de 1915, en sus preparativos para el combate, el general Álvaro Obregón ordenó que la caballería del general Cesáreo Castro se concentrara y se situara escondidos en los entonces existentes bosques de la Hacienda de la Labor. Esta brigada de caballería actuando conjuntamente con la salida de la infantería de Álvaro Obregón decidió la victoria sobre el ejército del General Villa.
Mientras estos acontecimientos sucedían, algunos jóvenes apaseenses mandados por el presidente municipal Don Vicente A. Ruiz deciden tomar las armas y combatir del lado del general Villa contra el general Obregón, muchos nunca regresaron y muy sentida pérdida fue entonces la del mismo Don Vicente A. Ruiz, desaparecido en los combates de Celaya. La pérdida del presidente municipal y la aparición de los bandoleros llamados «Los del Cerro de la Rosa», probablemente ex villistas, provocaron una grave inseguridad en el ya municipio de Apaseo. Ello provocó el abandono de las haciendas del Peñón, Ojo Zarco, el Saucillo y Obraje de Ixtla además del pueblo de San Miguel de Ixtla. La reducción de la población de las haciendas y su retiro a la cabecera y hacia otras poblaciones agrava los problemas de la inseguridad y el abasto.
En el año de 1917 regresa la bonanza a Apaseo, ya que la entrada de los Estados Unidos a la gran guerra, provoca que el precio del ajo se dispare, como habían esperado los apaseenses Don Magdaleno Rodríguez, Don Gumersindo de Santiago y Don Francisco Mejía obteniendo grandes ganancias.

En 1918 se abate sobre el municipio la epidemia de gripe «española», que provoca en un solo mes un mil quinientas víctimas. 

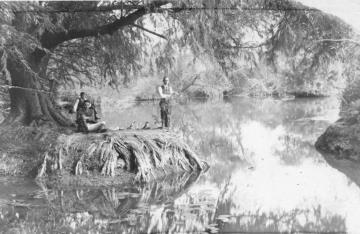
Manantial del Nacimiento 1922

El 13 de diciembre, también de 1920, por medio de un telegrama, son inaugurados oficialmente los servicios de Telégrafos Nacionales en la cabecera municipal. Las obras de la actual Casa Municipal, serán concluidas en el año de 1924.
El 26 de noviembre de 1924 la Villa de Apaseo recibe el título de Ciudad.
Durante el año de 1925 suceden graves incidentes en Apaseo pues el presidente Don Plutarco Elías Calles provoca la grave crisis conocida como la Guerra Cristera. El 31 de julio de 1926 el episcopado mexicano declara la suspensión de cultos o entre-dicho ante la falta de garantías para el culto católico y el abierto sectarismo del Gobierno Federal.
Los sacerdotes de la parroquia de Apaseo deciden ocultarse, mientras los cristeros apaseenses enfrentaron a las tropas del ejército federal el 4 de enero de 1927 en el cerro del Capulín (hoy en territorio del municipio de Apaseo el Alto).
Las bajas sufridas en ambos bandos sumaron un centenar. Por el norte del municipio comienza a operar el general cristero Manuel Frías, antiguo administrador de San Cristóbal, persona muy apreciada en Apaseo. En la cabecera municipal y en los pueblos del municipio, entre tanto, la sección masculina (A.C.J.M) y sección femenina (J.C.F.M) de las juventudes católicas organizan actividades tendientes a obtener fondos a fin de poder comprar armas y parque para armar a los combatientes.
El día primero de abril de 1927, por la tarde, el general cristero Manuel Frías entra intempestivamente a la cabecera municipal, rodea el Jardín Hidalgo con su tropa y arresta a Ranulfo Molina, tesorero municipal y lo obligan a abrir la Casa Municipal y entregar los fondos ahí depositados. Posteriormente Don Manuel Frías asalta la estación de ferrocarriles y roba las terminales telegráficas y el dinero de las rayas. Con los dineros recogidos compra alimentos para su tropa y abandona la plaza.
Los llamados arreglos entre el episcopado y el gobierno mexicano fueron firmados el 21 de junio de 1929 poniendo fin al conflicto. Los cultos públicos fueron reanudados en la iglesia parroquial de Apaseo el 12 de julio de 1929.
En el año de 1939 se traza la carretera panamericana en su tramo Querétaro - Apaseo el Alto - Celaya y se terminó en 1942. En febrero de 1940, las gestiones del Señor Cura Flores tuvieron éxito al lograr que las reverendas Religiosas del Verbo Encarnado se hicieron cargo de la reorganizada Escuela Parroquial de niñas «Guanajuato», que aun subsiste.
Durante las fiestas de la Guadalupana del año de 1945 el señor Cura Flores realiza la coronación parroquial de la imagen de la virgen morena que se venera en la Villita.
El año de 1947 marca el rompimiento del antiguo Partido y Distrito en dos municipios Apaseo el Grande y Apaseo el Alto.
El año de 1948 comienza con el estreno de un novedoso edificio en la plaza Hidalgo, una sala cinematográfica propiedad de Don David Oliveros Rábago.
En junio de 1950 organiza por primera vez el Desfile Agrícola, manifestación de la pujanza agroindustrial local engalanado con carros adornados con alegorías se refieren a la vida de San Juan Bautista, escenas de la conquista, de la evangelización, de personajes locales, etcétera.
Hacia 1954 la señorita Doña María Concepción Manríquez dona la huerta de su casa para que se construya ahí la escuela de niños, hoy el Instituto Dr. Carlos Navarro Origel, mientras que la señora Doña Julia Frías donó el terreno donde se levantara el colegio Guanajuato de niñas. Hacia 1956 se comenzó a construir la escuela oficial sobre la calle de Matamoros que hoy se llama Lic. Víctor José Lizardi.
El 7 de octubre de 1955 ocurre una tragedia en el Cine Oliveros cuando un poco de pólvora que explotó un «gracioso» provocaron un ataque de pánico entre los asistentes a una representación cinematográfica, el evento que fue seguido por una estampida produce cuatro muertos y muchos golpeados
A inicios del año de 1956 cuando durante una visita del Obispo Auxiliar Dr. Don Salvador Martínez Silva propone que esta ciudad de Apaseo adopte el adjetivo de «El Grande» y Don José Estrella Vázquez, envía un memorando al Congreso del Estado en que solicita el apelativo de Apaseo el Grande para la cabecera municipal. La H. XLIII Legislatura del Estado responde al memorando con el Decreto Número 64 del 22 de febrero de 1957 por el cual la ciudad y Municipio de Apaseo se titulan con el nombre de Apaseo el Grande.
En 1957 ocurrió el temblor de tierra que fue casi simultáneo a la desecación lenta y progresiva del manantial del Nacimiento y que significó para Apaseo el Grande el fin del agua barata. El fin del Nacimiento significó la extinción de las grandes áreas de regadío por gravedad en el Municipio que a principios del presente siglo se calculaban en 105 caballerías (superficie equivalente a 4 440 Hectáreas) y el subsiguiente empobrecimiento de los apaseenses, que solo sería parcialmente paliada muchos años después con la instalación de fábricas dentro de los linderos municipales.
En 1958 comienza la construcción de la Supercarretera, tramo de cobro Querétaro - Irapuato.
El año de 1961 es importante por el merecido subcampeonato Nacional Charro obtenido en Querétaro por el equipo de charros de Apaseo el Grande, miembros más notables de ese equipo fueron Don Miguel Urquiza y Don José Luis Oliveros Ramírez.
La ciudad de Apaseo mejora su sector servicios el 11 de diciembre de 1961 con la inauguración de una sucursal del Banco de Comercio S.A. cuya primera sede estuvo en el portal norte
En el siguiente año de 1964 fueron terminadas las obras en el colegio parroquial «Guanajuato» de niñas comenzando los cursos en el nuevo edilicio en febrero de este año.
El 11 de diciembre en un local que mira a la fachada norte de la parroquia es inaugurada una sucursal del Banco Nacional de México (Banamex).
En este año comienza la construcción de la escuela secundaria Técnica n.° 8; inaugurada durante la visita del señor presidente de la República Gustavo Díaz Ordaz el 19 de marzo de 1969
El 12 de octubre de 1979 se colocó la primera piedra del mercado municipal Antonio Plaza Llamas, que fue inaugurado por el presidente municipal.
El 3 de agosto de 1980 se otorgan estímulos fiscales a las empresas que se establezcan en lo que será conocido como Corredor Industrial del Bajío. Es a partir de este anuncio cuando se acelera la instalación de industrias en el municipio.
En 1991 comienzan los trabajos que culminarán con el traslado de la planta industrial de Procter and Gamble a Mariscala, municipio de Apaseo el Grande, con la construcción del camino de acceso a esta comunidad apaseense con fondos privados. El 19 de octubre de ese mismo año se inaugura un nuevo hospital construido por el Gobierno Estatal y comienza la construcción de un gran lienzo que se llamará «El Guadalupano». La inauguración de este recinto coincidió con la realización por segunda vez en esta ciudad del Congreso Nacional Charro en 1996(la primera fue en 1983). Muy lucida fue la participación de Juan Jaime Muñoz Ledo, “el lechón”, quien ha sido nombrado el mejor exponente o charro completo a nivel nacional en los años 1992, 1995 y 1997. Posteriormente se repetiría la experiencia en el año 2006 cuando el presidente de la República ,Vicente Fox Quezada, inauguró oficialmente en esta ciudad la edición LXII del mencionado campeonato.
En el año 1994 fue concluida la calle Narciso Mendoza popularmente conocido como el bulevar.
En 1998 fue elegido presidente el Dr. Miguel Macías Olvera quien lideró por primera vez el cambio democrático en el municipio después de años ininterrumpidos de gobierno priísta. Al final de su mandato en el año 2000, inauguró el acceso alterno al Puente Galicia para facilitar el tránsito de vehículos a la cabecera.
En el año 2009 concluyeron los trabajos de pavimentación de caminos al norte del municipio para facilitar la comunicación con las comunidades.
Al igual que el resto del Estado de Guanajuato, el municipio experimentó la llegada de nuevas empresas maquiladoras y productoras de autopartes. Ello llevó consigo que Apaseo el Grande esté considerado entre los 5 municipios guanajuatenses que más exportan a los Estados Unidos y el resto del mundo. La apertura del parque industrial La Amistad en el año 2012 y la futura instalación de Planta Toyota acentuarán aún más la identidad industrial en los próximos años.
Aunado a este fenómeno, la demografía del municipio se ha alterado en los límites queretanos con el asentamiento de nuevos fraccionamientos, tales como La Estancia, Balvanera y Valle Verde.
También en la cabecera se han construido nuevas colonias en la periferia urbana como es el caso del Guadalupano, la Castellana (2013) y San Telmo (2015). La llegada de tiendas de autoservicio como Aurrerá, Soriana o Coppel así como la remodelación del conocido Tianguis de los martes y el Mercado San Juan, están modificando el paisaje urbano.
En el año 2014 fue inaugurado el CECYTEG, aumentando así las opciones públicas para estudiar el bachillerato además de las opciones privadas ya existentes, como es el caso de la Preparatoria en Instituto Navarro que había entrado en funciones en años anteriores.

## Geografía

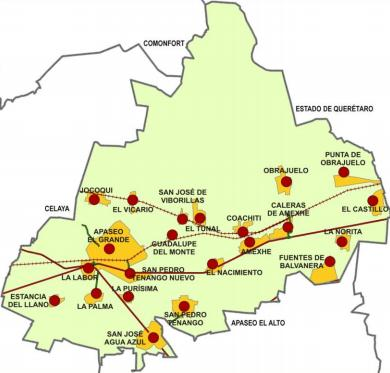
Localidades de Apaseo el Grande

La ciudad de Apaseo el Grande es la cabecera municipal del municipio homónimo, en el estado de Guanajuato. El Municipio de Apaseo el Grande colinda al norte con los municipios de Comonfort y San Miguel de Allende; al Oriente con el estado de Querétaro Arteaga; al sur con el municipio de Apaseo el Alto; y al Poniente con la ciudad de Celaya.

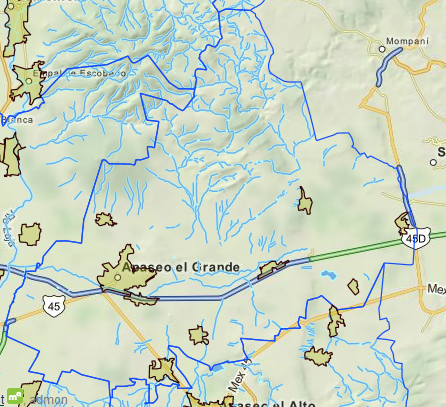
Corrientes de Agua

La cabecera está situada a 1.767 m s. n. m. Sobre la margen derecha del curso fluvial del río Querétaro, afluente del río La Laja, el cual desemboca en el río Lerma. El punto más alto del municipio se ubica al norte del territorio a 2598 m s. n. m. en el cerro de La Rosa (cuya superficie comparte con el municipio de Celaya).
Posee una extensión territorial de 415.26 km², lo que representa el 1.37 % de la superficie total del estado. Ocupa el lugar número 20 de los 46 municipios guanajuatenses en cuanto al Índice de
Urbanización al 2010, el cual es de 0.59, valor muy inferior al estatal de 25.7
Orografía
La sierra de los Agustinos penetra al municipio por el sur, y la de Codornices por el oeste. Las elevaciones más notables son los cerros Santa Rosa, Pelón, El Picacho, Peña, Ojo de Agua, El Tejocote, El Cohetero, La Huerta, Jalpa, Galvanes, Mayorazgo, Vicario y Estancia de las Vacas. La altitud promedio de estas elevaciones es de 2000 metros sobre el nivel del mar.
Hidrografía

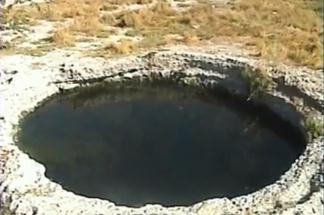
Hervideros en Caleras de Amexhe

Entre los principales cuerpos de agua se encuentra el río Apaseo, afluente del río Laja que se forma
en las corrientes de los ríos Querétaro y el Huipal o del Pueblito, provenientes del Estado de Querétaro.
Entran también al municipio los arroyos del Ixtla y de San Bartolo, así como el río Apaseo el Alto. Existen dos
manantiales de aguas sulfurosas, el del Marroquín, que tiene una temperatura de 92 °C, y el de Mandujano,
con 12 °C. El municipio cuenta también con tres manantiales de aguas alcalinas, que son: El Nacimiento, el
de Agua Tibia con 32 °C y el de Llanitos con 42 °C. Las abundantes aguas de la Cañada de Mandujano,
Cedazo y Ojos de Apaseo el Alto, reunidas en arroyos producen una caída de 12 metros; estas aguas se
emplean en el riego de las tierras del valle.
Clima
En la ciudad es semiárido y agradable todo el año, con una temperatura máxima de 37.1 °C., y una mínima de
0.9 °C. La precipitación total pluvial anual es de 606.1 milímetros.
En la parte norte del municipio clima seco, temperatura media anual entre 12 y 22 °C., con precipitación de 400 a 600 mm.
En la parte céntrica clima semiárido, el menos seco de este grupo con temperatura anual entre 18
y 20 °C., precipitación de 557 a 615 mm.
En parte sur clima semiárido con lluvia de verano, el más seco de este grupo con un porcentaje de
lluvia invernal menor a 5., temperatura anual mayor de 18 °C. cociente P/T menor de 43.2, oscilación térmica
extremosa ya que fluctúan de 7 a 14 °C, el mes más caliente se presenta antes de junio.
Vegetación

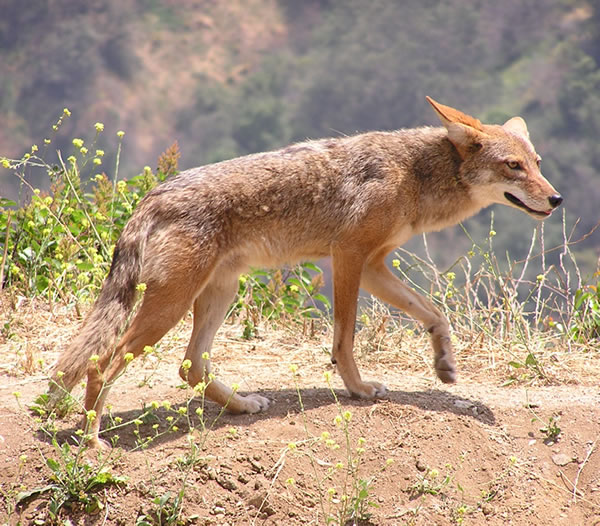
Coyote

La flora del municipio está constituida por selva baja caducifolia y mezquite, en lo relativo a bosques;
pata de gallo, tempranero, tres barbas, pastizales como el zacate, zacatón, zacate colorado, navajita filiforme
y glandular, garambullo, búfalo, falsa grama, cola de zorra, lanudo y lobero, con especies forrajeras; y
huisaches, varias especies de nopales y casahuates, entre otras especies.
Fauna
Sólo se reportan las especies que han soportado la fuerte presión ejercida sobre ellas, como los pequeños mamíferos entre los que se encuentran el tlacuache, coyote, liebre, conejo y las aves como el
tordo, sánate que debido a la disponibilidad de alimento, se han constituido en plagas, el gorrión doméstico
y torcaza, entre otros.

## Demografía

### Religión
La población apaseense es mayoritariamente católica ya que el 94.4 % han sido registrados como tales. Fue a partir de 1980 con la entrada a diversas comunidades y en la cabecera municipal de otros grupos cristianos, evangélicos y pentecostales que su número ha alcanzado el 2.5 % de la población.

### Migración

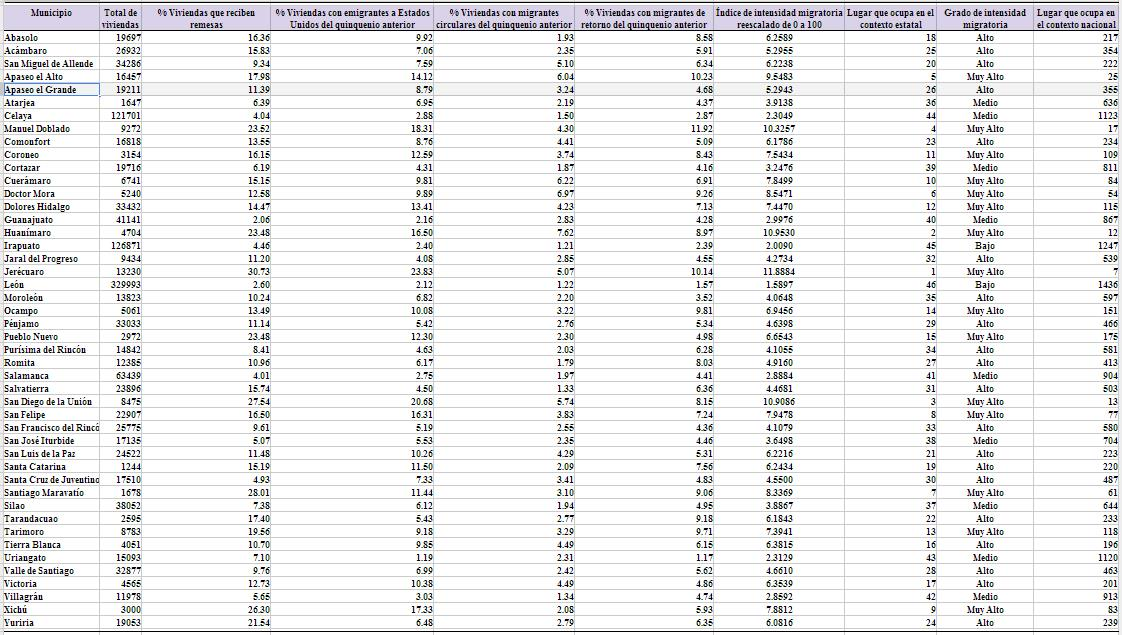
Intensidad Migratoria 2000-2010 (Fuente: IPLANEG

La migración de apaseenses a los Estados Unidos se ubica principalmente en ciudades de Texas, especialmente Dallas, donde los lazos familiares permiten que sean mayores las oportunidades laborales. También Carolina del Norte al igual que en Misisipi destaca como destino. El municipio ocupa el lugar número 26 en el Edo. de Guanajuato en su intensidad migratoria.

## Lugares y aspectos de interés

### Palacio de Herrera

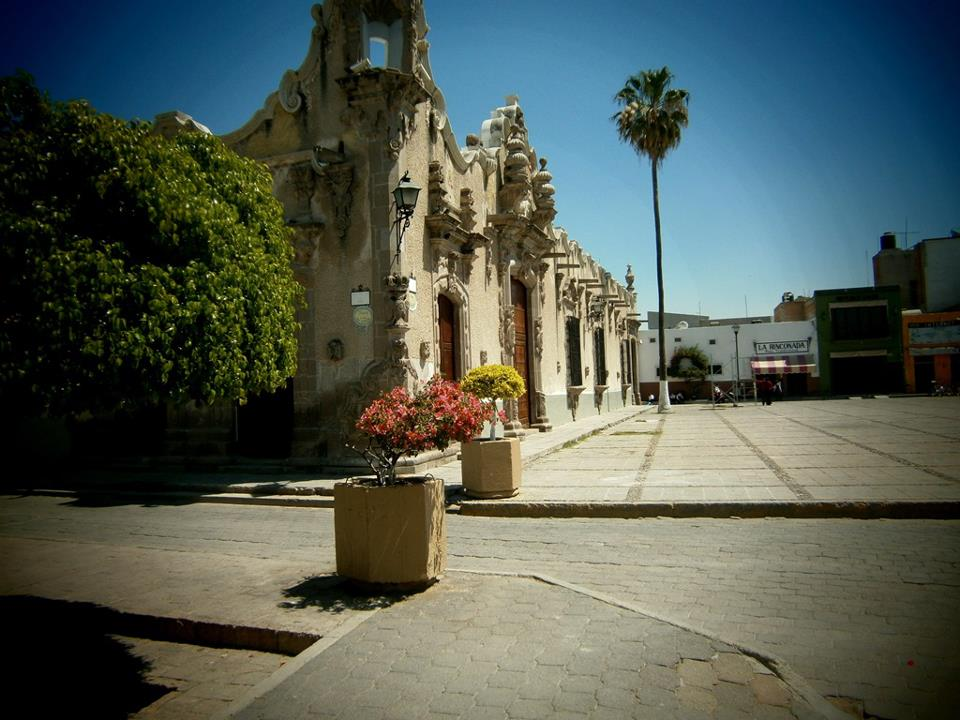
Casa de los Perros

Entre los atractivos turísticos destaca el palacio de Herrera (vulgarmente llamado 'Casa de los Perros'), construcción colonial del siglo XVIII. De estilo barroco móvil-sobrio este imponente palacio fue mandado a hacer por Don Francisco Antonio Fernández de Herrera y Merino de Areávalo, hacendado y comerciante. Es privado. Sin acceso al público.

### Exhacienda El Tunal

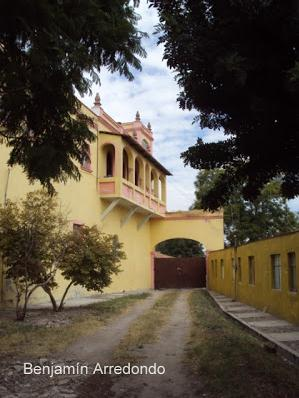
El Tunal

Francisco Antonio Fernández de Herrera logró ser propietario de varias haciendas y ranchos, algunas de las cuales estuvieron en propiedad de su familia durante varias generaciones, tal fue el caso de la Hacienda El Tunal. La hacienda fue remozada en la segunda mitad del siglo XIX pues el estilo que vemos ahora no nos indica el reinante en el XVIII por los rumbos del Bajío. El acceso es restringido.

### Templo y Ex Convento Franciscano
Este antiguo conjunto se remonta al siglo XVI, el exterior del templo y su convento son de estilo monástico militar y el interior del templo es de estilo neoclásico. Cuenta con varias capillas adheridas al templo, una capilla abierta y un atrio.

### Exhacienda El Vicario

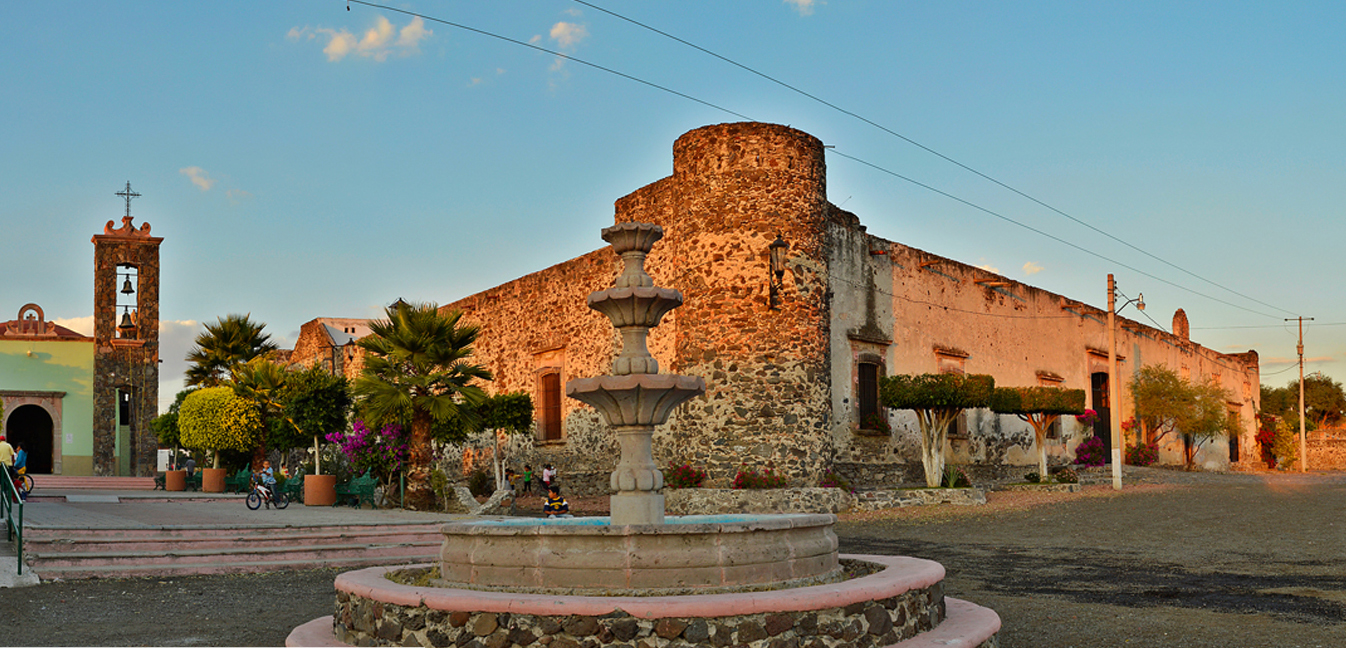
Hacienda El Vicario

El Vicario es una construcción sólida, grande, imponente, estética y bien balanceada. Es un solo cuerpo, o al menos, así lo aparenta desde el exterior. Se cuenta que en 1814 el ejército realista tenía apostados algunos elementos en las haciendas de Apaseo y El Vicario no era la excepción.
En la actualidad la exhacienda El Vicario ahora funciona como un salón de fiestas donde se puede alquilar ya sea por horas o por día, ahora la exhacienda cuenta con alberca, un área de billar, un espacio para jugar fútbol, jardín con una gran variedad de flora, sin dejar de lado que su aspecto rústico está muy bien conservado. La construcción de la Exhacienda esta hecha de roca sólida donde acostumbran rondar las famosas "lechuzas" por las noches.

### Estación de Ferrocarriles

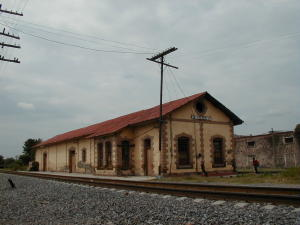
Estación de ferrocarriles

Fue una de las principales estaciones del Estado por la cual se exportaban un cuarto de los productos, entre ellos comida, asimismo el tren era utilizado como medio de transporte hasta finales del siglo XX por los habitantes de Apaseo el Grande hacia ciudades fronterizas. Ahora se encuentra en estado de deterioro y sin acceso al público.

### Exhacienda la Labor

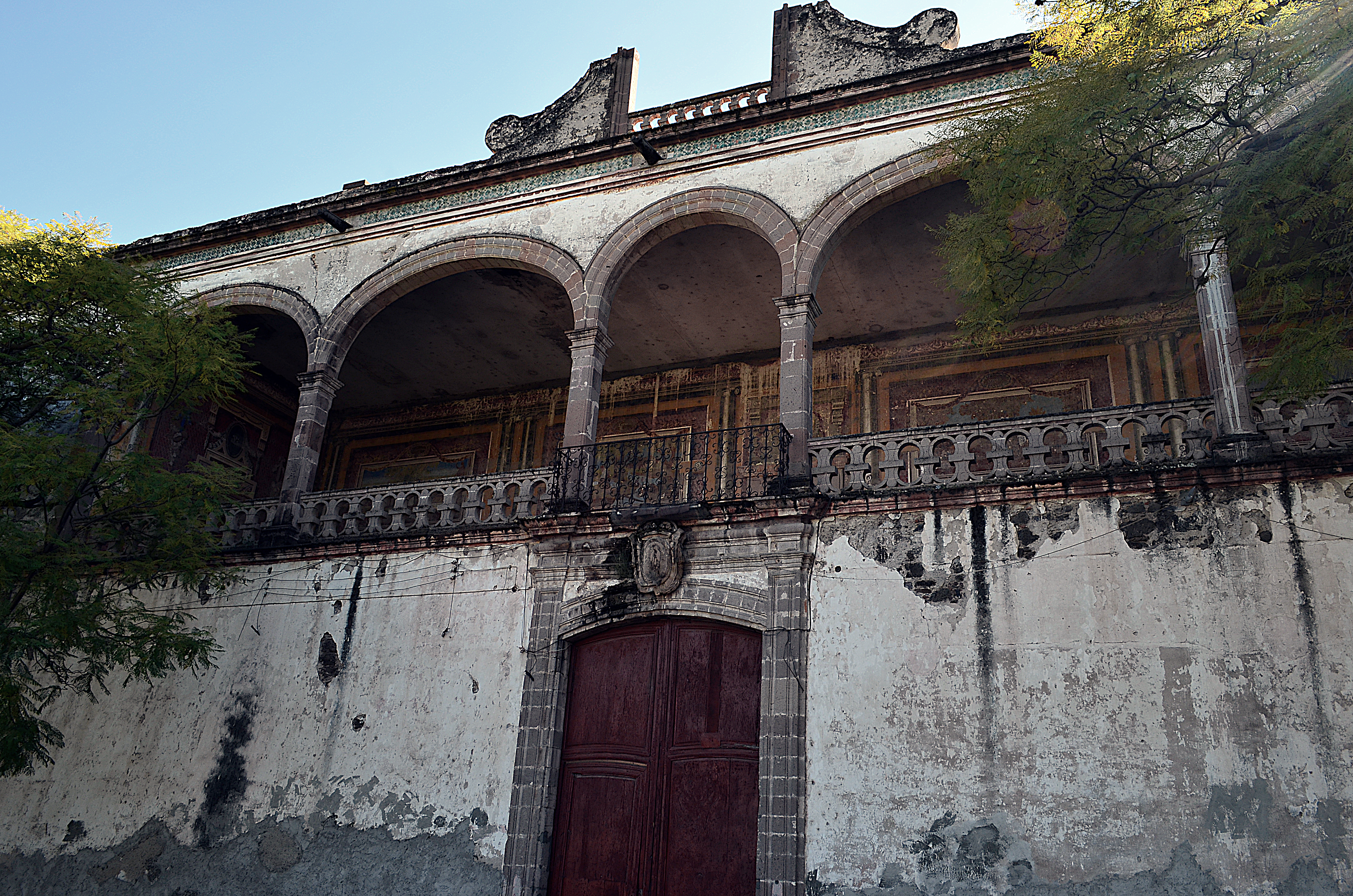
Exhacienda de La Labor

Levantada a finales del siglo XVIII por don José Ignacio Villaseñor Cervantes, conserva las líneas generales de su fachada sólo alterada por un remate neoclásico. Su apariencia exterior recuerda a las famosas villas renacentistas que en planta alta abren una loggia de arcos sobre columnas, tradición que en nuestro país se remonta a la etapa de la conquista misma.

### Exhacienda de Obrajuelo

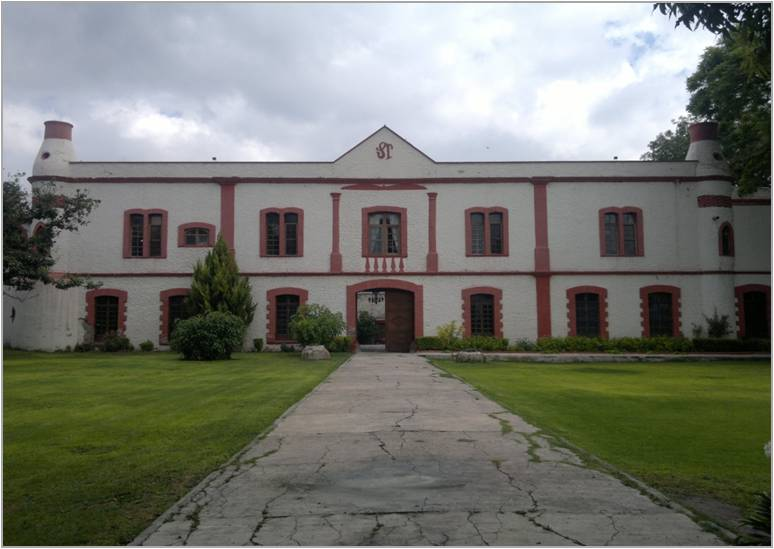
Hacienda de Obrajuelo

Otra de las haciendas existentes en el municipio que aún conserva elementos de su pasado esplendor es la Hacienda de Obrajuelo, que a mediados del siglo XVIII era del capitán Fausto Merino quien la donó a la congregación de clérigos de Nuestra Señora de Guadalupe de Querétaro y a mediados del siglo XIX el emperador Maximiliano de Habsburgo la obsequió junto con el Palacio de Buenavista de la Ciudad de México al mariscal Aquiles Bazaine al contraer nupcias con Pepita de la Peña.

### Pueblo de Ixtla

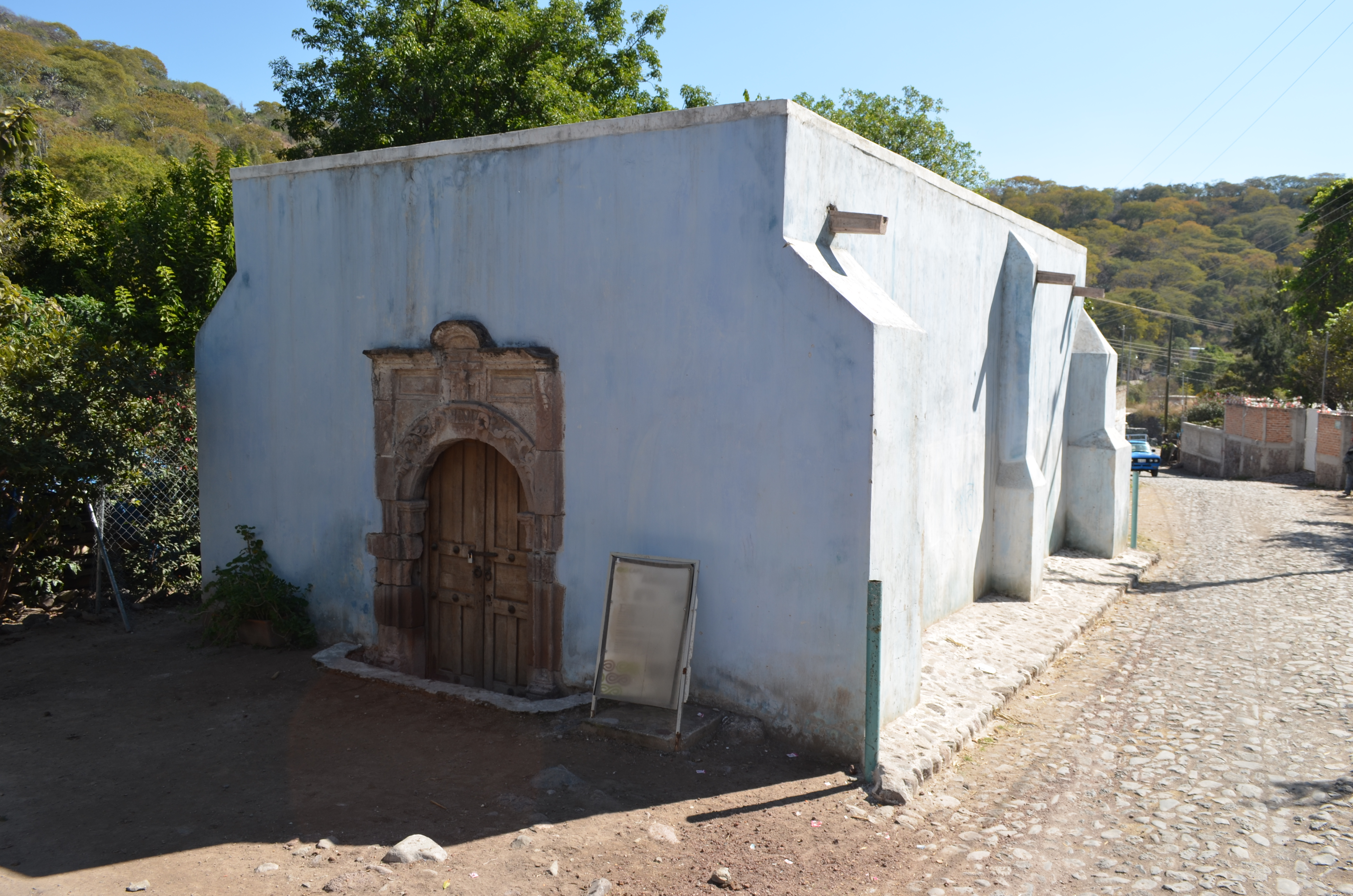
Capilla de Los Ángeles (Ixtla)

San Miguel de Ixtla (Ixtla) Es una comunidad del municipio de Apaseo el Grande. Es el primer establecimiento fundado por españoles, provenientes de Querétaro, en el actual estado de Guanajuato. Su peculiaridad es que cuenta con alrededor de unas veinte capillas, unas mejor conservadas que otras, pertenecientes a diferentes familias que habitaron la antigua población, en la actualidad se están restaurando algunas de las capillas más emblemáticas del Pueblo.
El pueblo de San Miguel de Ixtla (Ixtla) fue reconocido como pueblo entre 1550 y enero de 1551, resultado de la solicitud del pueblo de Apatzeo para una Reducción de Indios, por lo cual su población original fue principalmente de indígenas otomíes. Las capillas familiares fueron erigidas como parte de las campañas cristianizantes y de "propaganda fide" emprendida por franciscanos en las regiones otomíes (Peña, 2010).

### Charrería

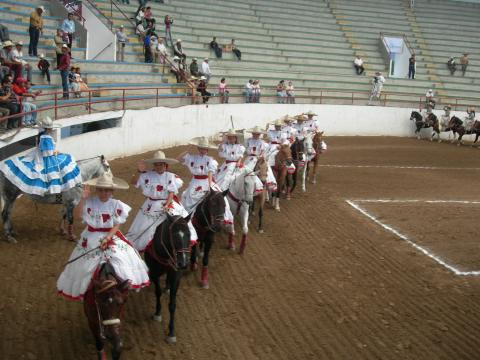
Escaramuzas

La charrería es el deporte tradicional en
la historia del municipio y ello ha promovido
por herencia familiar la formación de charros.
En 1996 se inauguró el Lienzo La Guadalupana,
con capacidad para aproximadamente 4000 personas donde se han
realizado 2 campeonatos nacionales. Ajeno a sus
funciones usuales también se utiliza
para presentar otro tipo de espectáculos.

### Festividades
- Feria Regional de San Juan Bautista. Se realiza cada año el 24 de junio como parte de la celebración del Aniversario de la fundación de la ciudad con San Juan Bautista como patrono. A partir del año 2008 se realizó una mayor inversión para obtener el título de Feria Regional.
- Circuncisión del Señor. El 1 de enero destacan las fiestas que se realizan en cabecera municipal y en San Pedro Tenango.
- Día de los Reyes Magos. El 6 de enero se realiza un simbólico desfile con los reyes magos y se regalan juguetes a los niños.
- Semana Santa. Son famosas sus representaciones teatrales y procesiones en las diferentes localidades del municipio así como la peregrinación cuyo destino es el Pueblo de Ixtla, donde se venera al Señor de Ojo Zarco.
- Virgen del Rosario. Llevada a cabo el 30 de octubre.
- Purísima Concepción. Celebrada el 8 de diciembre.
- Virgen de Guadalupe. La Villita alberga una piedra con su imagen adonde llegan feligreses de la región para adorarla.
- Fiesta de Navidad. Tradición del 24 de diciembre.

### Gastronomía
"Las vacas" es un alimento constituido por un guiso, que típicamente puede ser chicharrón con papa, picadillo y hasta atún. El guiso es envuelto por una capa delgada de pan. Existe también un pan dulce con masa de pan integral en cuyo interior es de queso fundido y conocido con el nombre de "gallo".
Igualmente son conocidos los dulces de leche como el jamoncillo, los quesos y chorizos. En los últimos años las gorditas de maíz han disfrutado de una singular fama y son considerables los visitantes que se acercan al municipio a degustarlas.
Hoteles y alojamientos en Apaseo el Grande
Hotel La Villa
Hotel Mesón don Porfirio
Hotel Plaza
Hotel El Grullo

### Personas destacadas
- Antonio Plaza Llamas (1830-1882), poeta, militar y periodista. Antonio PlazaCura Pbro. Efrén Flores Rico

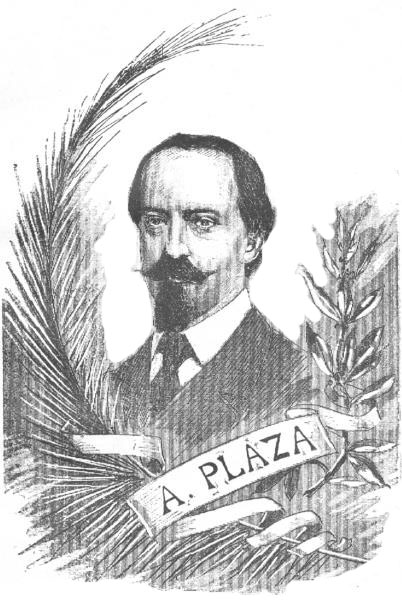
Antonio Plaza

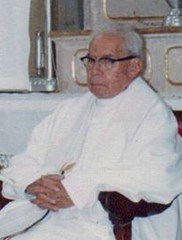
Cura Pbro. Efrén Flores Rico

- Fernando de Córdoba y Bocanegra (1565-1589). Tercer mayorazgo de los Apaseo, poeta castellano y latino, músico, pintor y caballista. En 1586 renunció al mayorazgo y se entregó a una vida de pobreza, caridad con los indios enfermos, penitencia y contemplación.

- Andrés Quiles Galindo (1673-1719), fraile franciscano y abogado. Regente de estudios, consultor y calificador del Santo Oficio de la Inquisición, proministro provincial de la Provincia franciscana de San Pedro y San Pablo de Michoacán. Procurador general de las provincias franciscanas de Indias. Presentado por el rey Felipe V de España el 9 de febrero de 1718 como obispo de la diócesis de León (Nicaragua) actualmente arquidiócesis de Managua, en la actual Nicaragua, falleció sin tomar posesión en la ciudad de Sevilla el día 2 de julio de 1719.

- Cura Pbro. Efrén Flores Rico (1889-1986) Benefactor de la ciudad. Apoyó a los Colegios Parroquiales de varones y de niñas como la congregación del Verbo Encarnado y los Hermanos Marianistas. Creó también con su vicario el Pbro. Abel Sereno y el Dr. Navarro en 1956 la primera secundaria con que contó la población. Hizo posible la remodelación y mejora de toda la calle de acceso y la plazuela en la Villita, templo dedicado a la Virgen de Guadalupe.

- Francisco Antonio Fernández de Herrera y Merino de Arévalo (1755-1824), hacendado y comerciante, Alcalde ordinario de Celaya en 1805 y Alcalde de segundo de la misma ciudad en 1810. Al abandonar las autoridades reales la ciudad de Celaya por la aproximación de los insurgentes del cura Hidalgo permaneció en su puesto, logrando evitar asesinatos y robos en las casas de los peninsulares por su influencia con Hidalgo, Allende y demás comandantes insurgentes.

- José María Fernández de Herrera y Gómez (1788 -?). Abogado por la Real y Pontificia Universidad de México. Teniente de alcalde mayor de su pueblo natal en 1810, gobernador de Querétaro por disposición del virrey, diputado en el segundo congreso general, firma por Guanajuato la Acta Constitutiva de la Nación Mexicana, repetidamente miembro de los ayuntamientos de las ciudades de Querétaro y Celaya.

- Marciano Tinajero y Estrada (1871-1957), sacerdote, sexto Obispo de la diócesis de Querétaro. Nació en el rancho de La Nopalera, entonces Partido de Apaseo, hoy en el Municipio de Apaseo el Alto, el día 2 de noviembre de 1871. Curso todos sus estudios en diversas instituciones educativas queretanas. Consagrado sacerdote el 27 de diciembre de 1896, profesor del seminario conciliar de Querétaro durante trece años, párroco de la parroquias de San Sebastián y Santa Ana, canciller de la Curia Diocesana de Querétaro, Canónigo del Cabildo Catedralicio de Querétaro. Nombrado el 8 de enero de 1932 vicario general de la diócesis de Querétaro. Preconizado obispo de Querétaro el 2 de junio de 1933, responsabilidad que conservó hasta su muerte, el día 27 de octubre de 1957

- José Rebolledo Borja (1886-1969), abogado. El 10 de julio de 1917 ingresó en la Procuraduría General de la República, donde desempeñó el cargo de Agente del Ministerio Público Federal, adscrito, primero al propia Procuraduría General y posteriormente, adscrito al Juzgado de Distrito en el Estado de Veracruz y poco después, al Juzgado de Distrito en el Estado de Michoacán. El 24 de marzo de 1924 la Suprema Corte de Justicia lo nombró Juez de Distrito interino, en el Estado de Jalisco, con residencia en la ciudad de Guadalajara y más tarde, Juez numerario; el 29 de enero de 1925 el Alto Tribunal lo adscribió al Estado de Guanajuato. De 1926 a1935, ejerció la función jurisdiccional de Juez de Distrito, en el Estado de Jalisco, en la Ciudad de México, en los estados de Puebla, de México y Veracruz. El 11 de septiembre de 1939 el pleno de la Suprema Corte le confirió el nombramiento de Magistrado de Circuito, cargo que desempeñó en el Tribunal del Quinto Circuito, con residencia en la ciudad de Puebla. El primero de enero de 1941 fue designado ministro de la Suprema Corte de Justicia de la Nación por el presidente de la República, Manuel Ávila Camacho; pasó a integrar la Primera Sala, de la que resultó elegido Presidente para el año de 1949. En 1942 colaboró provisionalmente en la Tercera Sala. Por un tiempo fue miembro de la extinta Comisión de Escalafón. Obtuvo su retiro voluntario en 1952. Falleció en la ciudad de Veracruz, Veracruz el 4 de noviembre de 1969

- Jesús Cabrera Muñoz Ledo (1928-2000), diplomático y político. Cursó estudios de relaciones internacionales en Francia, Suiza y Estados Unidos, con becas del gobierno francés y de la Organización de las Naciones Unidas. Ingresó en la Secretaría de Relaciones Exteriores el 1° de marzo de 1953. Ejerció como embajador de México en varios países, en los que promovió la creación diversas instituciones culturales, y como Jefe del Departamento de Organismos Especializados de la ONU, entre ellos la UNESCO. Patrocinador de la cultura y las artes en México, fue profesor universitario y académico de la Academia Mexicana de Historia y Geografía. Fue senador por el Estado de Guanajuato en las L y LI Legislaturas del Congreso de la Unión.

- Héctor Mendoza Franco (1932-2010). Dramaturgo y director de teatro. Estudio en la Facultad de Ciencias Políticas y Sociales y de Filosofía y Letras de la UNAM; y, con una beca de la Fundación Rockefeller, teatro, en la Universidad de Yale (1957-59). Fue becario del Centro Mexicano de Escritores (1953-54 y 1962-63). Profesor de la UNAM (1969- ), de la Escuela Teatral del Instituto Nacional de Bellas Artes (1960-82) y del Núcleo de Experimentación Teatral. En 1973 fue jefe del Departamento de Teatro de la UNAM. Colaborador de la Revista de la Universidad, Diálogos y Diorama de la Cultura, suplemento del diario Excelsior. En cine dirigió el cortometraje La Sunamita, integrante de la cinta Amor, amor, amor (1965), ganadora del cuarto lugar del primer Concurso de Cine Experimental. Autor de las obras de teatro Ahogados (Premio Manuel Eduardo de Gorostiza, 1952), Las Cosas Simples (Premio Juan Ruiz de Alarcón, 1953), La Camelia (1959), Salpícame de Amor (1964), ¡A la Beocia! (1965), Los Asesinos (1969), Noche decisiva en la vida de Eva Iriarte (1984) y Del día que murió el señor Bernal dejándonos desamparados (1981), Muerte súbita (1988) y Fedra (1988). Premio Nacional de las Artes en 1994. Fallece el 29 de diciembre de 2010 en el Distrito Federal.
- Roberto Tapia Conyer. (1954-) Es un médico epidemiólogo especialista en políticas de salud, maestro en Salud Pública y en Ciencias por la Universidad de Harvard y doctor en Ciencias de la Salud por la Universidad Nacional Autónoma de México. Fue director general del Instituto Carlos Slim de la Salud de 2007 a 2013. Actualmente, es director general de la Fundación Carlos Slim y funge como presidente del Patronato de los Centros de Integración Juvenil.

- David Oliveros Rábago: empresario agrícola y prestamista. Gran benefactor de la ciudad. Constructor de la capilla de la Virgen de Guadalupe, del ex-centro de salud (ahora guardería del DIF), del primer y único cinema de la ciudad, ampliación de las oficinas de la presidencia municipal, entre otras.

- Luis Oliveros Rábago: fundador de la charrería en Apaseo El Grande, gracias a él y con el apoyo financiero de su hermano, David Oliveros, se construyó el primer lienzo charro del municipio el cual fue demolido en fechas recientes para construir tienda de autoservicio, a partir de su enseñanza se le dio continuidad al arte de la charrería en este pueblo.

- Francisco Licea y Borja: Presbítero y licenciado. Benefactor insigne. Constructor de los templos de la Preciosa Sangre y de la Villita, al igual que de los portales del Jardín Hidalgo, y de la Columna del Padre de la Patria

- Refugio Caraveo Aguilar (1893 - 1974), poetisa y prima del general Marcelo Caraveo quien combatió con el general Pascual Orozco y con Emiliano Zapata. El poeta José Tlatelpas escribió un libro en versos de arte mayor sobre este personaje titulado Lunita Caraveo, La del Niño Jesús con un prólogo del poeta español Juan Cervera Sanchís.

- José Buenrostro López (1932 -  ) Cronista de este municipio. Ha publicado varios libros, periódicos y revistas. Fue Director fundador de la “Casa de la Cultura Poeta Antonio Plaza” y Director de la primera preparatoria de Apaseo: Instituto Educativo Apatzeo. En 1956 fue organizador de la campaña del nuevo nombre de Apaseo para solicitar al Congreso del Estado añadir al nombre de Apaseo el adjetivo “el Grande”.   José Buenrostro López

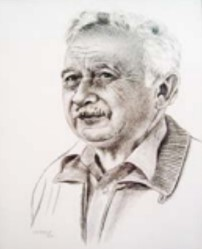
José Buenrostro López

- Salvador Torres Hernández compositor, músico y fundador de la arrasadora banda San Pedro de Mr. Sopas. conocido por su humildad por todo Apaseo el Grande.

- Dr. Miguel Macías Olvera (1955-  ) Médico cirujano y partero, Político y Filántropo fue el Primer Presidente Municipal de Apaseo el Grande emanado de la oposición Partido Acción Nacional (1997-2000) tras 68 años del partido hegemónico PRI realizando cambios administrativos trascendentales así como obras notorias como el Puente de Galicia, la dirección de Policía, 27 canchas de usos múltiples y diversas obras en sus comunidades de Apaseo el Grande.

- Martin Herrera Sandoval comerciante en varios rubros conocido como "Don Martin" dueño de una de las tiendas más emblemáticas de la comunidad del Cerrito perteneciente a Apaseo el Grande.